# Colorado Springs Philharmonic
La Colorado Springs Philharmonic è la sola orchestra professionale residente del Colorado del Sud.
L'attuale direttore musicale è Josep Caballé Domenech., il direttore associato è Thomas Wilson,  Presidente e CEO è Nathan Newbrough. La Filarmonica si esibisce al Pikes Peak Center di Colorado Springs, Colorado e offre diverse serie ad ogni stagione, tra musica classica e pop.

## Storia
La Colorado Springs Philharmonic è stata costituita nel 2003 a seguito del fallimento della Colorado Springs Symphony nel marzo dello stesso anno. Per finanziare la prima stagione della Filarmonica, fu condotta un'azione di raccolta di fondi tra giugno e novembre, raccogliendo 834 986 $ da quasi 2.000 persone. Ulteriori 290 000 $ consistevano in fondi integrativi della Fondazione EL Pomar, la Pikes Peak Community Foundation, la Joseph Henry Edmondson Foundation e la Bee Vradenburg Foundation. Questi finanziamenti sostennero i musicisti e direttore musicale della Symphony con un piano di investimento "più snello e più innovativo".
Nel 2008 Nathan Newbrough fu nominato direttore esecutivo. Si concentrò sulle vendite dei biglietti di stagione, sul tipo degli spettacoli e sul personale per far crescere la Filarmonica. Entro il 2011 l'orchestra aveva cominciato a vedere miglioramenti in termini di affluenza del pubblico e di un maggior numero di spettacoli. Newbrough aveva aumentato il personale da 2 a 7 e offrì abbonamenti per famiglie a prezzi scontati per attirare gli spettatori che venivano per la prima volta. La Filarmonica aumentò la programmazione per superare quella delle altre città di dimensioni simili. Inoltre, secondo la Lega delle orchestre americane, la Filarmonica aveva una programmazione maggiorata del 70% rispetto ad altre orchestre con lo stesso budget. Newbrough accredita il successo dell'organizzazione al suo direttore musicale, al personale ed ai contributori come la El Pomar Foundation.
Lawrence Leighton Smith, il direttore musicale, si è dimesso nel 2011 a causa di una diagnosi di malattia di Binswanger, una forma di demenza. Aveva annunciato nel 2009 la sua intenzione di dimettersi alla fine della stagione 2010/2011; era stato il direttore dal 2002.
Circa il 46% del bilancio annuale della Filarmonica proviene da contributi, e solo il 2% dei contributi proviene da aziende. Per aumentare il coinvolgimento delle aziende locali e illustrare il valore delle attività culturali per la comunità imprenditoriale, la Filarmonica ha istituito l'Iniziativa Business Partner nel gennaio 2013. Un comitato consultivo è guidato da Frank Caris, CEO di dpiX e membro del consiglio della Filarmonica. Caris disse dell'iniziativa: "I più importanti uomini d'affari condividono un interesse nella qualitá della vita, fondamentale per attrarre e trattenere una forza lavoro creativa e guidata... La Filarmonica fa così tanto per promuovere la qualità della vita nella nostra regione."

## Serie delle esecuzioni
Ogni stagione la Filarmonica presenta tre serie principali: El Pomar Foundation Masterworks, Philharmonic Pops e Vanguard Performances. Masterworks si compone di sette spettacoli di musica classica per stagione, sponsorizzato dalla Fondazione El Pomar. Philharmonic Pops presenta un più ampio spettro di musica ideato per richiamare una maggiore varietà di ascoltatori, con pezzi da Broadway e Hollywood, tra gli altri. La serie Philharmonic Pops ha sei concerti a stagione. Le coppie di Vanguard Performances Boeing, cambiano il genere del repertorio classico con film, azione, multimedia e fotografia. Le Vanguard Performances prevedono tre concerti a stagione.
La serie Holiday comprende 3-4 concerti per ogni stagione. Nel 2013 quattro concerti sinfonici estivi fuori abbonamento in giugno e luglio furono resi possibili grazie alle donazioni di cinque organizzazioni: El Pomar Foundation, City of Colorado Springs, El Paso County Enterprise Zone, e la Anschutz Foundation. Per commemorare il primo anniversario dell'incendio di Waldo Canyon, un concerto fu eseguito il 26 giugno 2013, organizzato da Colorado Springs Together, un'organizzazione di soccorso antincendio.

## Status di Enterprise Zone
Nel 2009 la Filarmonica ha ricevuto lo status di Enterprise Zone, il che significa che i crediti d'imposta federali e statali vengono elargiti alle donazioni. Per esempio, una donazione di 10 000 $ potrebbe essere ridotta a un costo netto di 3600 $ dovuta ai crediti di imposta. I crediti incoraggiano le donazioni alle organizzazioni no profit e commerciali del Colorado, che le aiutano a costruire infrastrutture, assumere e tenere dipendenti ed apportare miglioramenti di capitale.